# اقتصاد البرتغال
يصنَّف اقتصاد البرتغال في المركز الثاني والأربعين في تقرير التنافس الدولي للمنتدى الاقتصادي العالمي لعام 2017- 2018.
تتم غالبية التجارة الدولية في الاتحاد الأوروبي الذي تتلقى بلدانه 72.8% من الصادرات البرتغالية، وتشكّل 76.5% من الواردات البرتغالية في عام 2015.
تشارك مجموعاتٌ إقليمية البرتغالَ تجاريًا، مثل: رابطة أميركا الشمالية للتجارة الحرة NAFTA ( 6.3% من الصادرات و2% من الاستيرادات)، ومجموعة البلدان الأفريقية الخمسة الناطقة باللغة البرتغالية (5.7% من الصادرات و2.5% من الاستيرادات)، والمغرب العربي (3.7% من الصادرات و1.3% من الاستيرادات)، والسوق المشتركة لبلدان المخروط الجنوبي (1.4% من الصادرات و 2.5% من الاستيرادات).
عملة البرتغال هي اليورو ولطالما كان البرتغال في منطقة اليورو منذ بدايته. مصرف البرتغال المركزي هو بانكو دو بورتغال الذي يشكل جزءًا من النظام الأوروبي للمصارف المركزية. ويعتبر يورو نيكست ليبسن -التابع ليورونيكست بورصة نيويورك- سوقَ الأوراق المالية الرئيس، ويُعتبر أول سوق أوراق مالية عالمي.
لطالما كان الاقتصاد الأوروبي مستقرًا متوسعًا بشكل مستمر منذ الربع الثالث من عام 2014 بنمو إجمالي الناتج المحلي سنويًا بنسبة 1.5% مسجلة في الربع الثاني من عام 2015. ترافق النمو الاقتصادي بتراجع مستمر في معدلات البطالة (6.3% في الربع الأول من عام 2019 مقارنة بنسبة 13.9% مسجلة في أواخر عام 2014). انخفض عجز ميزانية الحكومة من 11.2% من إجمالي الناتج المحلي عام 2010 إلى 0.5% في عام 2018. تؤشر هذه المعدلات إلى انعكاس الاتجاه السلبي الذي سببته آثار الأزمة المالية في عام 2007 -2008 على الاقتصاد البرتغالي، فتقلص ثلاثة أعوام متتالية (2011 و2012 و2013) ورافقها ارتفاع كبير في معدلات البطالة (التي سجلت 17.7% في عام 2013). سببت الأزمة سلسلة طويلة من المشاكل المحلية المرتبطة على وجه الخصوص بمستويات العجز العام ومستويات الدين المفرط في الاقتصاد، وتكللت بموافقة من البرتغال بكفالة مالية قدرها 78 مليار يورو من الاتحاد الأوروبي في أبريل 2011 تلتها قرارات مشابهة من اليونان وإيرلندا. تولت الحكومة منصبها في يونيو 2011، وكان عليها مواجهة قرارات صعبة فيما يتعلق بمحاولاتها لتحفيز الاقتصاد، بينما تسعى في الوقت عينه إلى الحفاظ على عجزها العام ضمن متوسط الاتحاد الأوروبي.
يعتبر البرتغال موطنًا لعدة شركات هامة مشهورة عالميًا مثل: ذا نافيغاتر كومباني التي تلعب دورًا رئيسًا في سوق الأوراق الدولي، وسوناي إندستريا أكبر منتجة للألواح الخشبية. وكيمبور التي تُعتبر من أكبر 10 شركات منتجة للإسمنت في العالم، وإي دي بي هينوفافيز، ثالث أكبر شركة منتجة لطاقة الرياح في العالم، وجيرونيمو مارتشينز المصنعة لمنتجات المستهلك والريادية في أسواق التجزئة في البرتغال وبولندا وكولومبيا، وتاب أير برتغال التي تتميز بسجل أمان عالٍ، وتُعتبر واحدة من شركات الطيران الرائدة التي تربط أوروبا مع أفريقيا وأميركا اللاتينية (أي البرازيل).
يتميز نظام التعليم البرتغالي بتحديث تدريجي وتوسع نسبي منذ ستينيات القرن العشرين، وقد اشتُهر بممارساته العالمية واتجاهاته في القرن الحادي والعشرين. وفقًا لبرنامج تقييم الطلاب الدولي عام 2015. يبلي الطالب البرتغالي في عمر 15 أداءً أعلى بشكل واضح من متوسط منظمة التعاون الاقتصادي والتنمية، وذلك في ما يتعلق بمقدرة القراءة والرياضيات والمعارف العلمية. تحتوي البرتغال على العديد من الجامعات -التي تحظى بترتيب عالمي- وكليات تجارية أسهمت في تخريج العديد من المدراء المشهورين عالميًا بشكل كبير.
تحوي البرتغال أيضًا أعلى معدل هجرة نسبةً إلى السكان في الاتحاد الأوروبي. يعيش أكثر من مليوني من البرتغاليين خارج البرتغال (20% من السكان). أما تاريخيًا، تُصنَّف البرتغال على أنها ذات أعلى معدلات بطالة في أوروبا والاتحاد الأوروبي، إذ تدل معدلات الهجرة المرتفعة -التي تشكّل تدفقًا للقوى العاملة- على زيادة مقدار البطالة.

## التاريخ

### الإمبراطورية الاستعمارية البرتغالية
بدأت فترة الامبراطورية البرتغالية في القرن الخامس عشر واستمرت حتى ثورة القرنفل عام 1974، وخلال هذه الفترة ركز الاقتصاد البرتغالي على التجارة والمواد الخام والأنشطة المرتبطة بذلك ضمن ممتلكاته الاستعمارية الكثيرة، وبشكل أساسي في آسيا (البهارات والحرير والأصبغة والبورسلان والأحجار الكريمة) وأفريقيا (العاج والخشب والنفط والألماس والعبيد) وأميركا الجنوبية (قصب السكر والأصبغة والخشب والذهب). كانت البرتغال من بين البلدان الأقوى في العالم؛ لأنها إمبراطورية قارية بموارد طبيعية وافرة ومساحات كبيرة قابلة للاستثمار.
في عام 1822 أصبحت مستعمرة البرازيل البرتغالية بلدًا مستقلًا، إلا أن البرتغال تمكنت من الحفاظ على مستعمراتها (أقاليم ما وراء البحار) في أفريقيا حتى عام 1974، واشتمل الأمر كل من أقاليم أنغولا وموزمبيق التي شهدت معدلات نمو اقتصادي جيدة حتى مغادرة البرتغال عام 1975.
بعد فترة قصيرة من الانحراف الاقتصادي قبل عام 1914، تعافى الاقتصاد البرتغالي جزئيًا حتى عام 1950، فدخل بعد ذلك إلى مسار تقارب اقتصادي قوي. ومن الناحية الاقتصادية، اتسمت أعوام سالازار (1933-1968) بفترة نمو خجول، وبقي البلد متخلفًا بشكل كبير، وسكانه في حالة فقر نسبي، وبمستوى تعليمي متدنٍ حتى ستينات القرن العشرين. خلق النمو الاقتصادي البرتغالي في الفترة الممتدة بين 1960 و1873 فرصةً للاندماج الحقيقي مع الاقتصادات المتطورة في أوروبا الغربية.
تمكنت الشركات والأفراد من تغيير نماذج الإنتاج والاستهلاك عبر الهجرة والتجارة والسياحة والاستثمار الأجنبي، ما أحدث تغيرًا بنيويًا. وفي الوقت ذاته ساهم التعقيد المتزايد للاقتصاد النامي بخوض تحديات تنظيمية وتقنية، فحفز تشكيل فرق إدارية ومهنية حديثة. كان الاقتصاد البرتغالي وأقاليم ما وراء البحار في حالة نمو جيد فوق المتوسط الأوروبي، وذلك على أعتاب ثورة القرنفل (انقلاب عسكري في 25 أبريل 1974). ارتفع متوسط القوة الشرائية العائلي مع اتجاهات ونماذج استهلاكية جديدة، ما شكل حافزًا للاستثمار في معدات رأس مال جديدة ونفقات استهلاك للسلع الاستهلاكية المعمرة وغير المعمرة. خلقت السياسة الاقتصادية لنظام الدولة الجديدة ظروفًا لتشكيل تكتلات تجارية كبيرة.
حافظ النظام على سياسة هيمنة جماعات المصلحة، ما نتج عنه وضع جزء كبير من الاقتصاد البرتغالي في أيدي عدد من التكتلات القوية، عُرف أهمها باسم «العظماء السبعة». كان لهذه التكتلات البرتغالية نموذج تجاري يشابه تشائيبولس جنوب كوريا وكيريتسوس وزايباتسوس اليابانيتان. ومن بين العظماء السبعة كانت التكتلات التي أسستها وأدارتها عائلات تشامباليموند وميلو (سي يو إف غاروب) وأموريم وسانتوس (جيرونيمو مارتشينز غروب). كانت مجموعة سي يو إف (بالبرتغالية: (Companhia União Fabril أكبر التكتلات البرتغالية وأكثرها تنوعًا. أصبحت في مرحلة ما أكبر مجموعة صناعية في شبه الجزيرة الإيبيرية وواحدة من أكبر خمس في أوروبا. شكّلت أعمالها الأساسية الإسمنتَ والكيماويات والبيتروكيماويات والتأمين والصرافة والأوراق والسياحة والتعدين. تمركزت مقرات الشركة وأنشطتها التجارية في البرتغال القارية، لكنها أيضًا شملت فروعًا ومصانع ومشاريع تجارية عديدة متطورة في أرجاء الأقاليم البرتغالية ما وراء البحار، وعلى وجه الخصوص في أنغولا وموزمبيق.
تخصصت الشركات العائلية المتوسطة الأخرى في المنسوجات (مثلًا تلك التي تقع في مدينة كوفيلا والشمال الغربي) والسيراميك والبورسلان والزجاج والكريستال (مثل تلك الموجودة في ألكوباكا وكالداس دا راينا ومارينا غراندي) والخشب المحور هندسيًا (مثل سوناي بالقرب من بورتو) وتعليب الاسماك ( مثل تلك الموجودة في ألغارف والشمال الغربي)

## التاريخ

### القطاعات
مصايد الأسماك والزراعة في الوقت الحالي تشكل حوالي 4 ٪ من الناتج المحلي الإجمالي، انخفاضاً من حوالي 25 ٪ في عام 1960، في حين لا تزال تستخدم 13 ٪ من القوة العاملة. من ناحية أخرى، فإن قطاع الخدمات قد نما، وينتج 66 ٪ من إجمالي الناتج المحلي ويوفر فرص عمل ل 52 ٪ من السكان القادرين على العمل. أما باقي الناتج المحلي الإجمالي "30٪" في البناء وقطاعات الطاقة.

### الموارد الطبيعية
الموارد الطبيعية مثل الغابات تغطي حوالي 34 ٪ من البلاد، وهي أشجار الصنوبر (13,500 كيلومتر مربع)، بلوط الفلين (6800 كيلومتر مربع)، البلوط هولم (5340 كيلومتر مربع)، والكينا (2430 كيلومتر مربع).وتنتج البرتغال نصف الفلين في العالم. المعادن الهامة مثل والليثيوم، والقصدير، واليورانيوم.

### الصناعة
الصناعات الرئيسية ما يلي: تكرير النفط، البتروكيماويات، الاسمنت الإنتاج، والسيارات وصناعات السفن، الكهربائية والالكترونيات، الآلات، صناعة اللب والورق، حقن صب، منتجات بلاستيكية، النسيج، الأحذية، والجلود، والأثاث، السيراميك، والمشروبات والصناعات الغذائية الفلين الأكثر إنتاجاً.